# Sam Houston (U-Boot)
Die Sam Houston, auch USS Sam Houston (Kennung: SSBN-609 / SSN-609), war ein atomgetriebenes U-Boot mit ballistischen Raketen der Ethan-Allen-Klasse der United States Navy, das von 1962 bis 1991 in Dienst stand. Sie war nach Sam Houston, dem Präsidenten der Republik Texas benannt.

## Geschichte
SSBN-609 wurde 1959 in Auftrag gegeben und noch Ende des Jahres bei Newport News Shipbuilding auf Kiel gelegt. Nach einer Bauzeit von knapp über einem Jahr lief sie vom Stapel und wurde von Mrs. John B. Connally getauft. Im März 1962 konnte die Sam Houston in Dienst gestellt werden.
Erste Raketen starteten am 25. April, nach dem Ende der Erprobungsfahrten, von dem Boot. Erste Fahrten führten die Houston immer wieder nach Holy Loch, Schottland. Ihre dritte Fahrt 1963 war die erste eines Boomers im Mittelmeer, wo sie auch in Izmir, Türkei, festmachte. Nach siebzehn Patrouillen kehrte das Boot 1966 erstmals in die USA zurück und wurde im Portsmouth Naval Shipyard überholt. 1968 verlegte man die Sam Houston wieder nach Holy Loch, 1970 schließlich nach Rota, Spanien.
1972 folgte eine weitere Überholung sowie die Modernisierung des Raketenkomplexes in der Charleston Naval Shipyard. Im Anschluss operierte das U-Boot von Guam und Pearl Harbor aus.
1981 wurde der Raketenkomplex des Bootes aufgrund der Beschränkungen von SALT I deaktiviert, das Boot wurde zum Jagd-U-Boot SSN-609 umklassifiziert. Bis 1985 nahm es vorwiegend an U-Jagd-Übungen teil, dann wurden im Puget Sound Naval Shipyard die Vorrichtungen zum Transport eines Dry Deck Shelters installiert, womit von Bord der Houston heimlich US Navy SEALs ausgesetzt werden konnten.
1991 wurde das Boot schließlich außer Dienst gestellt und bis 1992 im Ship-Submarine Recycling Program abgewrackt.